# Frederick Lau
Frederick Lau (Berlino, 17 agosto 1989) è un attore tedesco.

## Biografia
Alto 1,76 cm e nato a Steglitz, un quartiere di Berlino, Lau inizia la sua attività nel 2000 ed è conosciuto principalmente per aver interpretato il ruolo di Tim nel film L'onda del 2008.

## Filmografia parziale

### Cinema
- L'onda (Die Welle), regia di Dennis Gansel (2008)
- Oh Boy - Un caffè a Berlino (Oh Boy), regia di Jan Ole Gerster (2012)
- Victoria, regia di Sebastian Schipper (2015)
- Der Hauptmann, regia di Robert Schwentke (2017)
- Vicino all'orizzonte (Dem Horizont so nah), regia di Tim Trachte (2019)
- La febbre del cemento (Betonrausch), regia di Cüneyt Kaya (2020)

### Televisione
- Tatort – serie TV, 2 episodi (2007-2008)
- L'affondamento del Laconia (The Sinking of the Laconia) - miniserie TV, regia di Uwe Janson (2010)